# Réserve naturelle des Laukvikøyene
La réserve naturelle des Laukvikøyene est une réserve naturelle norvégienne et site ramsar située dans la commune de Vågan, dans le Nordland. La réserve a été créée afin de "protéger un précieux site côtier avec sa faune et sa flore. Une valeur particulière est attachée à la région comme zone de nidification pour les oiseaux des prairies humides et un site d'hivernage pour les oiseaux de mer. Les petites localités de la région ont une grande importance de par la flore développée près des plages."
Le domaine est situé au nord de Kabelvåg et au sud de Laukvik sur l'île de Austvågøya, et couvre une superficie de 10 888 hectares, dont 7 372 hectares de zone maritime. La région se compose de bas-fonds et de petites îles. Sur l'île principale, il y a des marais avec plusieurs étangs d'eau douce. On y compte plusieurs criques et grandes baies . En dehors de l'île principale, il y a une variété de grandes et de petites îles. Les côtes de ces îles sont irrégulières, de sorte qu'elles comptent un grand nombre de criques et baies. La région se distingue par une riche population d'oiseaux, à la fois d'échassiers et canards. 
En 2013, la réserve naturelle a été classée site Ramsar.